# Dokument Matlocka
Dokument Matlocka (ISBN 83-7245-981-9) – bestsellerowa powieść sensacyjna z 1973 roku, której autorem jest Robert Ludlum.
James Matlock jest wykładowcą na prestiżowym uniwersytecie Carlyle w Nowej Anglii. Pewnego dnia zostaje zwerbowany przez Amerykański Departament Sprawiedliwości do spenetrowania szlaku przerzutowego narkotyków, który jak wskazują wszystkie poszlaki, kończy się na jego uczelni. Matlock zgadza się na współpracę, mając w pamięci młodszego brata, który zmarł w wyniku przedawkowania narkotyków. Matlock jest absolutnym amatorem, który bierze udział w bezwzględnej walce przeciwko cynicznym zawodowcom, a śmierć agenta Loringa (który namówił go do współpracy) w kilka godzin od pierwszego spotkania szybko mu to uświadamia.

## Recenzje
- Ta powieść to prawdziwy labirynt, ze ślepymi uliczkami i niebezpiecznymi przejściami – "New Yorker".